# Deinocroton
Deinocroton es un género fósil extinto de garrapatas de la familia Deinocrotonidae. Este ácaro ectoparásito está presente en el ámbar de Birmania . Los circones presentes en los sedimentos que contienen ámbar están fechados por uranio-plomo en 99 Ma  (hace millones de años), es decir, desde la base del Cretácico Superior.

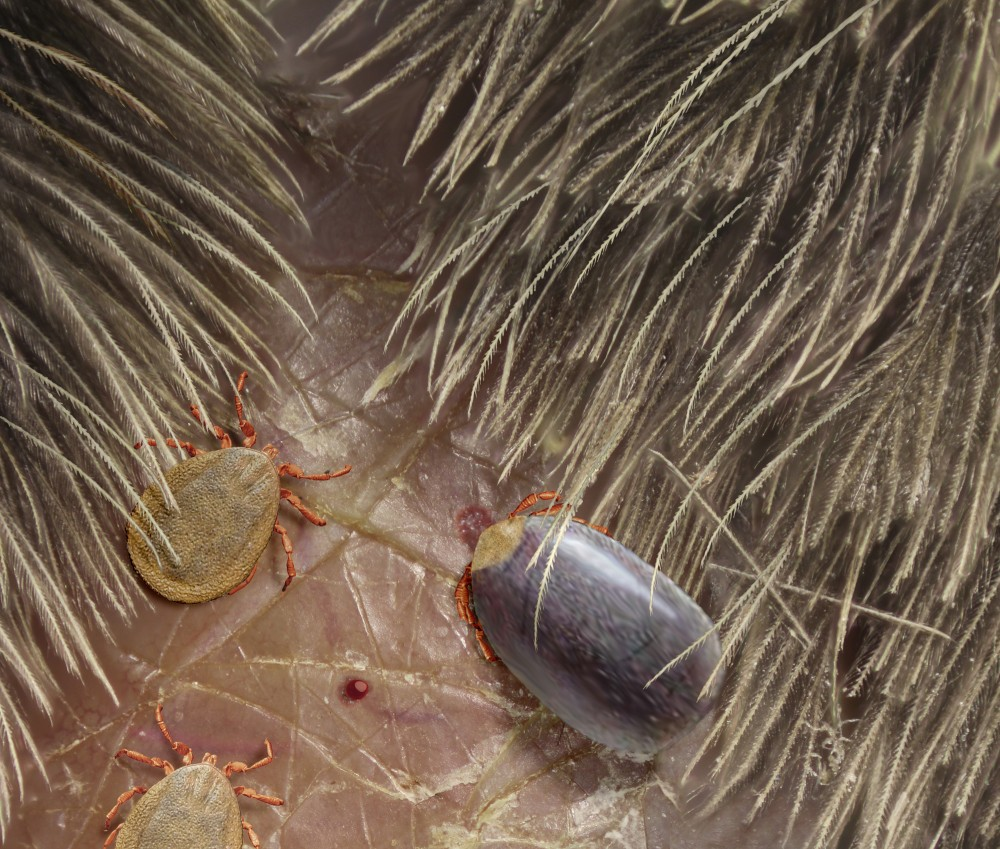
Garrapatas deinocrotónidas en la piel de un dinosaurio emplumado.

Solo una especie está adscrita al género en la publicación original, Deinocroton draculi, descrita en 2017 por Enrique Peñalver Mollá y colaboradores, quienes también erigieron una nueva familia, Deinocrotonidae, para albergar al único género Deinocroton. Posteriormente se ha descrito la especie Deinocroton copia.

## Etimología
El nombre del género Deinocroton se compone de dos palabras griegas antiguas " deinos “, “ horrible ", Y " krotṓn», «krotṓn», «garrapata".
El nombre de la especie D. draculi se refiere al personaje Drácula de la novela epistolar del escritor británico Bram Stoker y su vampirismo .

## Descripción
En 2017, Enrique Peñalver y sus colegas describieron tres especímenes de Deinocroton en ámbar birmano, dos machos y una hembra que estuvo llena de sangre antes de quedar conservada en resina. En el mismo ámbar cretácico de Myanmar, antigua Birmania, se están encontrando muchos nuevos ejemplares de estas garrapatas, tanto engordados por la sangre original como con el cuerpo no dilatado por la alimentación.

## Paleoecología
El huésped de Deinocroton draculi no se pudo determinar directamente, pero sí con evidencia indirecta.
Se encontraron setas adheridas a los cuerpos de dos Deinocroton procedentes de las larvas de pequeños escarabajos de la familia Dermestidae . Hoy en día se sabe que estos insectos se alimentan en los nidos de las aves consumiendo las plumas, la piel, y también en las madrigueras de los mamíferos consumiendo pelo, piel.
Como se han encontrado muy pocos ejemplares fósiles de pelo de mamífero en el ámbar del Cretácico hasta la fecha, la presencia de setas de escarabajos derméstidos en dos especímenes de Deinocroton draculi llevó a Peñalver y sus colegas a plantear la hipótesis de que el huésped fue un dinosaurio emplumado.
En la misma publicación de 2017, Enrique Peñalver y colaboradores describen otra garrapata, del género Amblyomma, con una pata enredada en la barba de una pluma pinnada que consideraron proveniente de un dinosaurio emplumado.